# Nobuhiko Takada
Nobuhiko Takada (高田伸彦?, Takada Nobuhiko; Izumi-ku, 12 aprile 1962) è un ex wrestler, ex artista marziale misto e attore giapponese.
Lottò nelle federazioni New Japan Pro-Wrestling (NJPW), Universal Wrestling Federation (UWF) e Union of Wrestling Forces International (UWFI) negli anni ottanta e novanta, diventando uno dei maggiori rappresentanti dello stile di wrestling "shoot".
In seguito si diede alle arti marziali miste (MMA) dove, nonostante lo scarso successo competitivo (2 vittorie, 6 sconfitte), gli sono state attribuite l'esistenza e lo sviluppo globale della compagnia MMA Pride Fighting Championships, nella quale ha svolto l'attività di dirigente dopo il ritiro dal ring. Ha inoltre fondato e diretto la federazione di wrestling Hustle dal 2004 al 2008, e attualmente lavora come dirigente per la Rizin Fighting Federation.

## Carriera nel wrestling professionistico

### New Japan Pro-Wrestling (1981–1984)
Dopo l'addestramento nel dojo della New Japan Pro-Wrestling sotto Yoshiaki Fujiwara, Takada debuttò sul ring nel 1981 contro Norio Honaga. Come da prassi per i principianti, trascorse il primo anno come jobber, anche se riportò alcune vittorie occasionali contro altri esordienti. Tra questi, ebbe una rivalità con Kazuo Yamazaki. In seguito fu designato assistente personale di Antonio Inoki. Fu anche assistente di Hulk Hogan nel corso dei suoi tour in Giappone, e durante questo periodo, venne soprannominato "Seishun no Esperanza" ("giovane speranza") per la sua sfrontatezza e il coraggio dimostrati sul ring.
Nell'agosto 1983 accompagnò Inoki in Canada per una appariizone speciale nella Stampede Wrestling. Sostituì Satoru Sayama nell'evento, e sconfisse Athol Foley. Questa vittoria gli garantì una crescita di popolarità e fu inserito nella 1984 WWF Junior Heavyweight Championship League, dove affrontò Bret Hart, Dynamite Kid e Davey Boy Smith. Rimase nella NJPW fino all'aprile 1984, prima di passare alla Universal Wrestling Federation (UWF) dietro invito di Fujiwara, e a giugno entrò ufficialmente nel roster della compagnia.

### Universal Wrestling Federation (1985–1986)
Il primo match di Takada nella UWF fu come rappresentante della NJPW, ma presto si unì alla compagnia a tempo pieno. Cominciò con una striscia di vittorie; sconfiggendo wrestler stranieri e lottando contro Fujiwara e Akira Maeda. Il 20 gennaio 1985 sconfisse Super Tiger nel corso di un incontro fermato dall'arbitro. Tuttavia, la UWF fallì poco tempo dopo, e Takada tornò nella NJPW.

### Hustle (2004–2009)

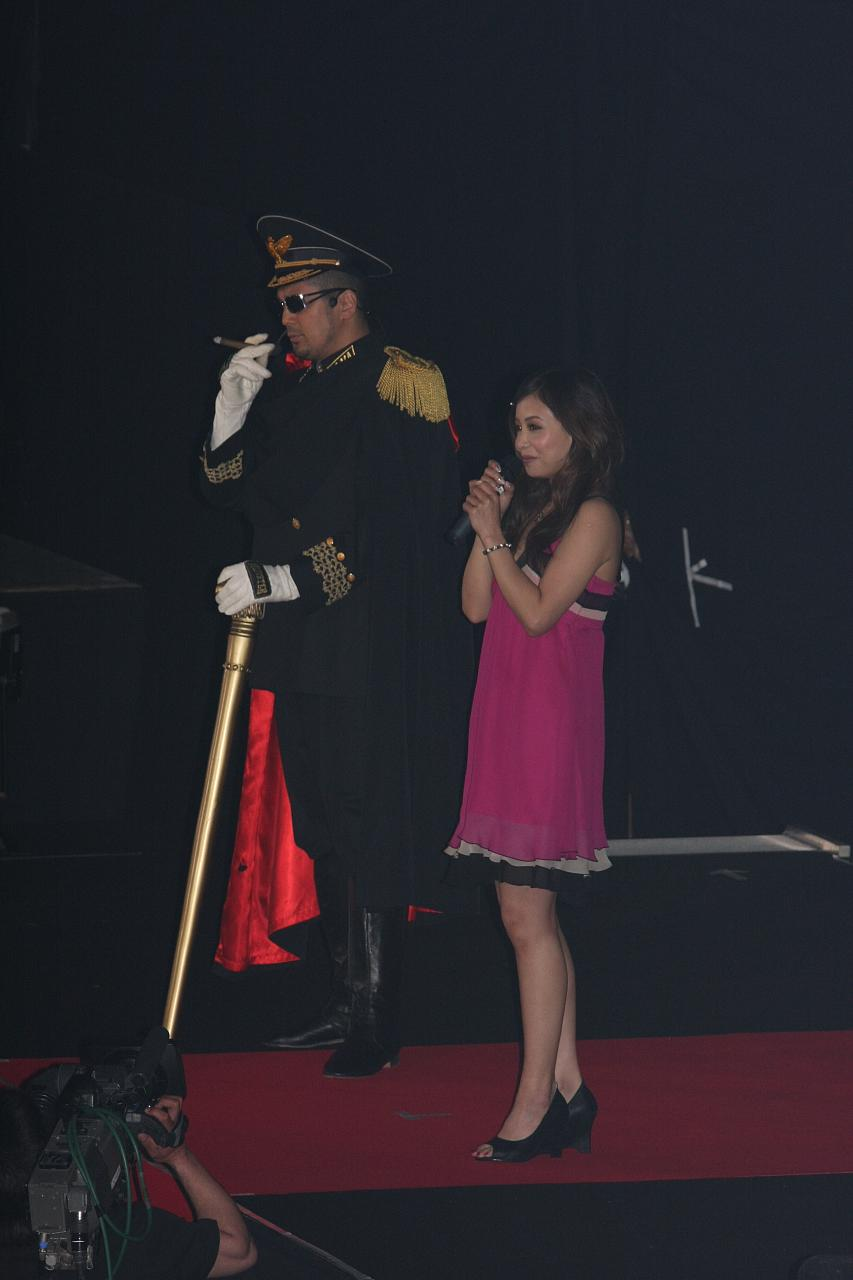
Generalissimo Takada insieme a Yinling

## Titoli e riconoscimenti
- New Japan Pro-Wrestling
  - IWGP Heavyweight Championship (1)
  - IWGP Junior Heavyweight Championship (1)
  - IWGP Tag Team Championship (1) – con Akira Maeda
- Nikkan Sports
  - Match of The Year (1996) vs. Shinya Hashimoto il 29 aprile[5]
- Pro Wrestling Illustrated
  - 27º tra i migliori 500 wrestler singoli nei PWI 500 del 1995[6]
  - 43º tra i migliori 500 wrestler singoli nei PWI Years del 2003[7]
  - 13º (con Akira Maeda) tra i migliori 100 tag team nei PWI Years del 2003[8]
- Tokyo Sports
  - Best Tag Team of the Year (1986) – con Shiro Koshinaka[9]
  - Effort Award (1983)[9]
  - Match of the Year (1996) – vs. Genichiro Tenryu l'11 settembre[9]
  - Wrestler of the Year (1992)[9]
- Union of Wrestling Forces International
  - Pro-Wrestling World Heavyweight Championship (2)
- Wrestle Association R
  - WAR World Six-Man Tag Team Championship (1) – con Naoki Sano & Masahito Kakihara
  - WAR World Six-Man Tag Team Championship Tournament (1996) – con Naoki Sano & Masahito Kakihara
- Wrestling Observer Newsletter
  - Best Technical Wrestler (1987)
  - Wrestling Observer Newsletter Hall of Fame (Classe del 1996)

## Filmografia
Cinema
| Anno        | Titolo                              | Ruolo             | Note   |
| ----------- | ----------------------------------- | ----------------- | ------ |
| 1989        | Yawara! - Jenny la ragazza del judo | Se stesso         | Cameo  |
| 2006        | Simpsons                            | Noriyuki Motoyima |        |
| 2007        | Kimi ni shika kikoenai              | Mr. Yamaguchi     |        |
| 2007 - 2019 | Mokoubuchi movies 1-16              | An-san            |        |
| 2010        | Watashi no Yasashiku nai Senpai     | Makoto Iriomote   |        |
| 2010        | Bokutachi no Play Ball              | Se stesso         |        |
| 2014        | The Great Shu Ra Ra Boom            | Nami Natsume      |        |
| 2015        | Super Hero Taisen GP: Kamen Rider 3 | General Black     |        |
| 2015        | Mr. Maxman                          | Ryo Jindaiji      |        |
| 2019        | Mentai Piriri                       | Kazuhisa Inao     |        |
| 2023        | We're Broke, My Lord!               |                   | [ 10 ] |

Televisione
| Anno | Titolo                      | Ruolo              | Note |
| ---- | --------------------------- | ------------------ | ---- |
| 2006 | Kōmyō ga Tsuji              | Honda Tadakatsu    |      |
| 2007 | Fūrin Kazan                 | Kojima Gorozaemon  |      |
| 2007 | Hitomi                      | Masaru Morimoto    |      |
| 2007 | Papa to musume no nanokakan | Shin'ichi Sakuragi |      |
| 2009 | Otomen                      | Padre di Ryo       |      |
| 2012 | Mou Yuukai Nante Shinai     | Corriere           |      |
| 2018 | Solitary Gourmet            |                    |      |